# Ilse (Bega)
Die Ilse ist ein 15 km langer, orografisch rechter Nebenfluss der Bega in Ostwestfalen-Lippe.

## Name
Erstmals wird der Fluss im Jahr 1297 (Ilsnen) schriftlich erwähnt. Der Name leitet sich vom germanischen Wortstamm *elis-/*elus- für 'Erle, Weide' ab.

## Geographie

### Verlauf
Die Ilse entspringt am Hang des 278 m hohen Bickpleckens und fließt von ihrem Ursprung aus zunächst in südöstliche Richtung, durchfließt Welstorf und Kirchheide, erreicht Bredaerbruch und Entrup. Ungefähr ab der Steinmühle, südlich von Entrup, fließt die Ilse fortan in Richtung Westen, durchfließt Leese und strömt von dort aus in Richtung Süden und mündet in Lieme bei Bega-Kilometer 12 in die Bega. Die Ilse fließt ausschließlich auf dem Gebiet der Stadt Lemgo.

## Nebenflüsse
Flussabwärts betrachtet:
- Istorfer Bach – 3,165 km langer, linker Nebenfluss
- Taller Bach – 4,902 km langer, rechter Nebenfluss
- Niederluher Bach – 6,122 km langer, rechter Nebenfluss, Einzugsgebiet: 13,064 km²
- Sellsiekbach – 1,854 km langer, rechter Nebenfluss, Einzugsgebiet: 4,924 km²
- Radsiekbach – 3,677 km langer, rechter Nebenfluss, Einzugsgebiet: 2,919 km²

(Alle Längenangaben gemäß Landesvermessungsamt Nordrhein-Westfalen )

## Umwelt

### Gewässergüte
2001 war die Ilse im Oberlauf, unterhalb der Einmündung des Taller Bach, stark verschmutzt (Gewässergüteklasse III) und verbesserte ihre Wasserqualität bis zur Mündung in die Bega auf Gewässergüteklasse II (mäßig belastet). Nach Untersuchungen aus dem Jahr 2008 weist nahezu der gesamte Verlauf eine mäßige Belastung (Güteklasse II) auf. Lediglich der Mündungsbereich weist eine geringere Güte auf und wird der Gewässergüteklasse II-II (kritisch belastet) zugerechnet.